# LASA (aerolínea)
LASA fue una aerolínea de origen argentino cuyas operaciones iniciaron el 30 de agosto de 2018. Con base en los aeropuertos Presidente Perón, de Neuquén, y General Enrique Mosconi, de Comodoro Rivadavia, operaba cinco rutas que incluían 12 destinos nacionales y 2 destinos en Chile, en la región patagónica. Además tenía gestionadas 19 rutas adicionales que incluyen 9 destinos en Argentina, 4 destinos en Brasil, 4 destinos en Chile, 2 destinos en Uruguay, 1 en Bolivia y 1 en Paraguay, además de los ya operados. La empresa declaró una inversión de US$ 73 millones y la creación de 2.125 empleos entre puestos directos e indirectos. Desde su inicio LASA enfrentó dificultades para afrontar los altos costos de operación y finalizó sus operaciones al poco tiempo de haberlas iniciado.

## Destinos
LASA tenía planeado operar cinco rutas.
1. Comodoro Rivadavia - El Calafate - Río Gallegos - Río Grande - Ushuaia
2. Comodoro Rivadavia - Esquel - San Carlos de Bariloche - Neuquén - Viedma - Trelew - Comodoro Rivadavia
3. Comodoro Rivadavia - Trelew - Mar del Plata
4. Mar del Plata - Bahía Blanca - Neuquén - Temuco
5. Mar del Plata - Santa Rosa - Neuquén - Chapelco - San Carlos de Bariloche - Puerto Montt